# Daniel Álvarez López
Daniel Álvarez López (Guadalajara, Jalisco, 22 de julio de 1994), es un futbolista mexicano. Juega como extremo derecho y su equipo es el Atlético La Paz de la Liga de Expansión MX.

## Trayectoria

### Inicios y Atlas Fútbol Club
Inició en los Vaqueros de Ixtlahuacan de la Tercera División. Su capacidad goleadora lo llevó a las filas del Atlas en el 2014. Debutó profesionalmente en la Copa MX contra Mineros de Zacatecas el 19 de agosto de 2014, entrando de cambio al minuto 67 por Enrique Esqueda. En la liga debutó en el Clausura 2015 en la fecha 8 contra Veracruz y su primer gol lo metió contra el Club América en la última fecha del mismo torneo.

### Club Necaxa
En junio de 2017, se oficializó su traspaso al Club Necaxa en compra definitiva por 2 millones de dólares.

### Club Puebla
Para el Torneo Guard1anes 2020, el Fideo se convirtió en refuerzo de la Franja y ahí permaneció por muchos torneos hasta 2024.

### Deportivo Toluca F. C.
Llegó al club mexiquense como refuerzo para el Clausura 2022 mediante una cesión del Club Puebla.

### Tepatitlán F. C.
Después de jugar por mucho tiempo en Liga MX, el conjunto Alteño se reforzó con él para disputar el Clausura 2025.
Solamente anotó un gol en su estadía con Tepatitlán.

### Atlético La Paz
En junio de 2025, el Fideo fue anunciado como su nuevo refuerzo rumbo al Apertura 2025.

## Estadísticas
Actualizado al último partido jugado el 3 de febrero de 2019
| Atlas F. C. · México |               |               |    |    |    |   |   |    |     |    |
| 1ª | 2014-15       | 7             | 1  | 1  | 0  | 1 | 0 | 9  | 1   |    |
| 1ª | 2015-16       | 23            | 2  | 9  | 0  | - | - | 32 | 2   |    |
| 1ª | 2016-17       | 27            | 3  | 4  | 0  | - | - | 31 | 3   |    |
| Total club | Total club    | 57            | 6  | 14 | 0  | 1 | 0 | 72 | 6   |    |
| C. Necaxa · México |               |               |    |    |    |   |   |    |     |    |
| 1ª | 2017-18       | 20            | 0  | 6  | 0  | - | - | 26 | 0   |    |
| 1ª | 2018-19       | 13            | 2  | 3  | 2  | - | - | 16 | 4   |    |
| Total club | Total club    | 33            | 2  | 23 | 2  | 0 | 0 | 42 | 4   |    |
| Total carrera | Total carrera | Total carrera | 99 | 8  | 37 | 0 | 1 | 0  | 114 | 10 |
| (1)Incluye datos de la Copa México (2014, 2014, 2015, 2016, 2017, 2018, 2019) (2015) (2)Incluye datos de la Copa Libertadores de América (2015) |               |               |    |    |    |   |   |    |     |    |

## Palmarés

### Campeonatos nacionales
| Título       | Club   | País           | Año  |
| ------------ | ------ | -------------- | ---- |
| Copa MX      | Necaxa | México         | 2018 |
| Supercopa MX | Necaxa | Estados Unidos | 2018 |